# Halmus chalybeus
Halmus chalybeus är en skalbaggsart som först beskrevs av Jean Baptiste Boisduval 1835.  Halmus chalybeus ingår i släktet Halmus och familjen nyckelpigor. Inga underarter finns listade i Catalogue of Life.

## Bildgalleri

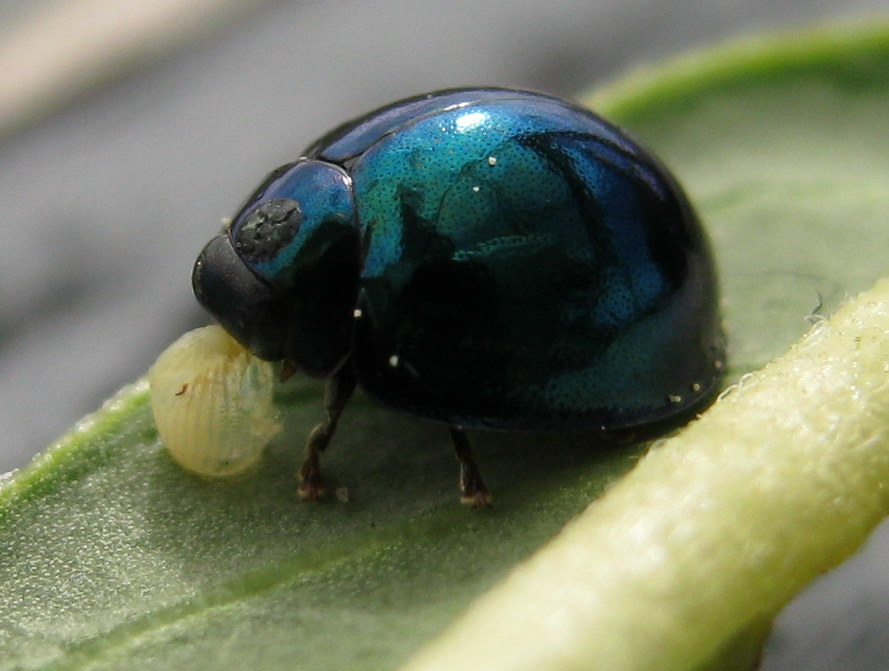